# Parasite Cone
Parasite Cone är en kulle i Antarktis. Den ligger i Östantarktis. Nya Zeeland gör anspråk på området. Toppen på Parasite Cone är 2 338 meter över havet, eller 164 meter över den omgivande terrängen. Bredden vid basen är 1,8 km.
Terrängen runt Parasite Cone är huvudsakligen kuperad, men söderut är den bergig. Trakten är obefolkad. Det finns inga samhällen i närheten.